# Neophema
Neophema – rodzaj ptaków z podrodziny dam (Loriinae) w obrębie rodziny papug wschodnich (Psittaculidae).

## Zasięg występowania
Rodzaj obejmuje gatunki występujące w Australii.

## Morfologia
Długość ciała 19–23 cm; masa ciała 36–61 g.

## Systematyka

### Etymologia
- Nanodes: gr. νανωδης nanōdēs „karłowaty”[6]. Młodszy homonim Nanodes Schönherr, 1825 (Coleoptera).
- Neophema: gr. νεος neos „nowy”; φημη phēmē „sława, legenda” (por. rodzaj Euphema Wagler, 1832 – papużka)[7]. Nowa nazwa dla Nanodes Stephens, 1826.
- Neonanodes: gr. νεος neos „nowy”; rodzaj Nanodes Stephens, 1826[8]. Gatunek typowy: Psittacus chrysogaster Latham, 1790.

### Podział systematyczny
Do rodzaju należą następujące gatunki:
- Neophema pulchella (Shaw, 1792) – łąkówka turkusowa
- Neophema splendida (Gould, 1841) – łąkówka wspaniała
- Neophema chrysogaster (Latham, 1790) – łąkówka krasnobrzucha
- Neophema chrysostoma (Kuhl, 1820) – łąkówka modroskrzydła
- Neophema elegans (Gould, 1837) – łąkówka modrobrewa
- Neophema petrophilla (Gould, 1841) – łąkówka skalna